# Hellsinker.
『HellSinker.』（ヘルシンカー）は、同人サークル「Ruminant's Whimper」が制作したWindows用の同人ゲーム。ジャンルは縦スクロールシューティングゲーム。
本作はゲームシステムや画面表示、バックストーリーなどが難解であるという特徴を持つが、その複雑な設定や激しい攻防、独特な演出、数十曲に及ぶ重厚で多彩なBGMにより一定のファンを獲得しており、オンリーイベントが二度開催されている。
制作元である「Ruminant's Whimper」はTONNORが運営する同人サークルであり、本作もほぼ全てがTONNOR一人によって作られた。2004年にはサイト上で体験版の無料ダウンロードが行われ、最終的に2007年開催のコミックマーケットC72において黄昏フロンティアから委託販売により頒布された。
2019年1月20日、TONNORのboothにて、新たにチュートリアルなどを加えた本作の第六版（完成版）のダウンロード版の配信が行われた。同年7月20日にはSteamで配信を開始。

## ゲームシステム
ゲーム内での呼称とは異なる名称があるが、説明のために敢えて変更していることを留意されたい。

### 特徴
- 強制縦スクロールの残機制シューティングゲーム（全8面）であるが、ステージによって横幅は異なる。例外として、一部ステージにはに変則的なスクロール方向が含まれる。
- 操作キャラクターは複数存在し、いずれも特徴的な操作体系及び攻撃方法を持つ。それにより得意・不得意分野がある
- 1～3面および5面は2種類のステージがあり、どちらかを選択する必要がある。
- 最終ステージの後半は諸条件に応じて3つに分岐、ないしエンディングが変化する。
- 一般的なシューティングゲームと異なり、地形や敵との接触によるダメージが発生しない（ただし一部弾き判定あり。一部例外あり）。
- 敵の攻撃や弾を無力化する手段を主軸に、攻撃的に攻めることが可能であり、むしろ推奨される。また、敵弾増加による処理落ちは発生しない。
- 敵に接近することで、「SEAL」表示が浮かび上がり敵の攻撃を封じることができる（一部対象外）。攻撃中でもSEALによる封じ込めが可能。
- メインショットを一定時間使用していない状態では「サプレッション」というフィールドが発生し、一部の敵弾の低速化および消去が可能。サブウェポン関連やメインショット連射力(LUNA)上昇時にメインショットを使用しないため、その間の自衛策になる。
- 自機の攻撃やいわゆるボム系の攻撃の強化・回復は「アイテムのみに依存しない」。消費を前提としたゲージ制およびそれによるレベル制（ストック兼用）を採用しており、特定アイテムの取得によって増加することもできるが、時間経過でも回復する。
- 一定条件を満たすことで、『決別の霊廟』という特殊ステージが発生する。
- 難易度という設定は存在しないが、ゲーム開始前に低速移動判定になる操作条件、残機上限設定、被弾時のミスを回避する（いわゆるオートボム）条件の設定を設定可能。
- 残機上限こそあるが、エクステンドしやすい構造となっている。代わりにコンテニューは回数が1回のみに制限されており、また、『決別の霊廟』クリア後は強制的にコンテニュー不可能となる。
- 『決別の霊廟』までにコンテニューした場合、スキップされるステージが複数存在する。

### 操作関連
- 十字キー+3ボタン制（低速ボタンが別個に存在するが、キーボード上では認識しない）
- Aボタン/Zキーにメインショット、Bボタン/Xキーにサブウェポン、Cボタン/Cキーにディスチャージ（ボム）がそれぞれ割り振られている。
- 自機ごとに特殊操作が存在し、ボタンの同時押しや連打、長時間押し続けて開放するといった動作で発動する攻撃なども存在する。

## 画面表示の意味

### 画面左側
LIFE
残機数をアイコンの数で表現している。上限はオプションで5～7個に設定が可能（初期値は6）。
直下にNECESSARYというエクステンドまでのカウント表記があり、小型のハート型アイテムを同数取得することで残機が増える（1アイテムで直接増えるものも存在する）。ただし、エクステンド毎に必要カウント数が少しずつ延びる。
残機上限時は「IMMORTAL」が表示される。
スコア関係の「SPIRIT」「KILL」のどちらかが一定数を超えると「ブレイクスルー」となり、それぞれ1回ずつ計2回まで即時エクステンドとNECESSARYの必要カウント数が初期化される。
SOL
メインショットの単発威力に影響するゲージとレベル。最大数値は5。
数値が3以上になるとディスチャージ（ボム）が使用可能になる。
ボム使用後は基本的に数値が1へと下降するが、時間経過や特定アイテムの取得で増加させられる。
また、ゲーム開始時の設定次第だが、一定数値以上で被弾した場合1ステージ中3回まで被弾を回避できる。
下記のLUNAと相関関係となっており、SOLが低いほどLUNAの時間経過による回復量は増加する。ただし、SOLの場合メインショットを使用しても自動増加する違いがある。
LUNA
メインショットの連射速度に影響し、ショットを撃ち続けることで減少する。レベル表記はHI、MI、LOの3段階（一部キャラは2段階）。
例外的にこのゲージが最大値の時に特殊攻撃を発動できる自機が存在する。
アイテムで回復可能だが、SOLと違う点としてメインショットを使用しない状態で回復する。LUNAが低いほどSOLの回復速度は上昇する。
下記のサブウェポン第二段階まで活用する場合は、必然的にショットを使用しないためSOLとLUNAのどちらも高い状態で攻撃することもできる。
SUBWEAPON
サブウェポンの発動に関連するゲージである。最大2段階。
1段階目は時間経過で、ショットを撃たないことで2段階目まで上昇する。
STELLA
難易度に関連し、数値が大きいほど敵弾の高速化や攻撃パターンの変化が発生する。10段階に分かれる。
敵・敵弾から排出されるアイテム、ステージ進行中に画面上部から降りてくるアイテムの取得により数値を上下させることが可能。ミスした場合は大きめに減少するが、その際に排出されたアイテムで任意に戻すこともできる。
SPIRIT（後述）の上昇にも影響。
TERRA
ライフ回復アイテムを画面外に落とす、ミスをする（復帰から一定時間内のミスで増大）といった行為により減少する値。初期値は240。
0になると『決別の霊廟』という特殊ステージが、本来の次ステージ前に挿入される。
『決別の霊廟』をクリアした後には表記が消失する。

### 画面右側
SPIRIT
敵や敵弾を破壊する、弾に掠る、赤い線で結ばれた編隊機の親機を倒す、残機上限でエクステンドといった動作により上昇する得点。一般的なスコアの概念に近い。
直下には3本のゲージがあり、それぞれSPIRITの1、10、100単位までのSPIRIT数値状況を視覚的に示す(右端に到達することで数値に追加)。
一定値以上でブレイクスルーが発生する。
KILL
破壊したパーツや敵本体の数を表す数値。いわゆる直接的な撃破数。パーツ破壊時にその先端などを巻き添えにした場合、それらのパーツ数はカウントされない。
一定値以上でブレイクスルーが発生する。
TOKEN
アイテムの回収数を表す数値。主にLUNA関連のアイテムで増加。
TIMER
ステージ開始からの経過時間(単位は秒)を表す数値。

## キャラクター
DEAD LIAR
自機1。GRAVEYARDという組織の一員であり、ミステルトゥ「屠針丸（とばりまる）」と連携し攻撃を行う男性。
攻撃範囲が狭いために的確な動作が要求されるが、ボスを一撃で屠る溜め攻撃など火力的には申し分がない。
屠針丸（とばりまる）
DEAD LIARのミステルトゥで、彼以外には扱えない性能に調整されている。皮肉屋な性格。赤髪。
FOSSIL MAIDEN
自機2。
視力や身体的機能の支障を、ミステルトゥ「更羽丸（さらばまる）」によって補っている女性。
座標固定したオプションからのサーチショット、消弾レーザー、強力な近接攻撃など多彩な攻撃手段を持つ。
更羽丸（さらばまる）
FOSSIL MAIDENのミステルトゥ。ミステルトゥの中では例外的に温和で明るい性格である。緑髪。
MINO GAME
自機3。
ミステルトゥと連携しない（オプションを持たない）、両性具有の人造人間で、作中では即身仏と呼称される。
内側に入ることで無敵判定を伴う範囲攻撃や自動追尾レーザー、全画面を覆うボムなど指向性に欠けるが有用な攻撃方法を持つ。
KAGURA
自機4
正式名は赫螺丸（かぐらまる）。作中世界において単体で活動できる唯一のミステルトゥ。
ハードエンクロージャと呼称される鎧のようなものに身を包んでおり、外見は機械的である。
特徴の異なる4種類「散神無、劫殺、緋輪、神弥」の武装をゲーム開始時に選択可能であり、武装によって性能が別人のように変わる。そのため単騎で実質4キャラクターの性能となっている。

## 用語解説
ミステルトゥ
作中の世界において、攻撃や飛行を行うために必要なエネルギーを制御する存在。
KAGURA以外のミステルトゥは女性を小さくした姿をしており、下半身は宝石上の物質になっている。
ゲーム中ではオプションとして機能し、攻撃に対する当たり判定は無いがアイテム回収判定がある。
GRAVEYARD
自機のキャラクターたちが所属している組織。過去の人類存亡を守った「機構」の遺産の調査、および脅威になるものを破壊する役割を持つ。「人」の外に位置する者たちで構成された実行部隊である「EXECUTOR」が存在。
PRAYER
的（作中では敵という表記を用いていない）の総称。主に「機構」に関係する構造物の防衛を行う。
カーディナルシャフト
本作品で主人公達が攻略しようとしている遺跡で、楽園という人工島に存在するシャフト状の構造物。ステージ1-4まではシャフト外部、以降は内部で戦闘する。

## 評価
4Gamer.netのgingerは、「ゲームシステムは複雑だが、一度理解すると、シューティングゲームの基本に忠実で、シューティングゲーム好きのツボを押さえた作品であることがわかる」と評価した。
IGNの今井晋は自分を変えた作品として本作を称賛している